# Ordre de bataille de la Confédération lors de la campagne des Carolines
L'ordre de bataille de la Confédération lors de la campagne des Carolines présent les unités et les commandants suivants qui ont combattu lors de la campagne des Carolines de la guerre de Sécession. L'ordre de bataille de l'Union est indiqué séparément. L'ordre de bataille est compilés à partir de l'organisation de l'armée lors de la campagne.

## Contexte
Les forces de la Confédération dans les Carolines Campagne a subi une réorganisation entre le 8 et le 10 avril 1865, qui est illustrée ci-dessous. Pour l'ordre de bataille des Confédérés précédent cette réorganisation, voir l'ordre de bataille confédéré de Bentonville.

## Abréviations utilisées

### Grade militaire
- Général
- Lieutenant général
- Major général
- Brigadier général
- Colonel
- Lieutenant-colonel
- Commandant
- Capitaine
- Premier lieutenant

### Autre
- (b) = blessé
- mb = mortellement blessé
- † = tué
- (PDG) = capturé

## Armée du Tennessee
Général Joseph E. Johnston
Escorte
- Compagnie de cavalerie d'Holloway (Alabama) :  Capitaine E. M. Holloway

Commandant en Second
 Général P. G. T. Beauregard
Escorte
- Compagnie A de la légion de Jeff Davis (Mississippi) :  Premier lieutenant R. E. Conner

### Corps de Hardee
Lieutenant général William J. Hardee
Escorte et éclaireurs
- Compagnie de cavalerie de Raum (Mississippi) :  Capitaine William C. Raum
- Compagnie d'éclaireurs de Stono (Caroline du Sud) :  Capitaine John B. L. Walpole,  Premier lieutenant Paul T. Gervais

| Division                                                                              | Brigade                                                                        | Régiments et autres |
| ------------------------------------------------------------------------------------- | ------------------------------------------------------------------------------ | --- |
| Division de Brown Major général John C. Brown                                         | Brigade de Smith Brigadier général James A. Smith                              | - 1st Florida Consolidated (comprenant les 1st, 3rd, 4th, 6th, et7th Infantry and 1st Cavalry) : Lieutenant-colonel Elisha Mashburn - 1st Georgia Consolidated (comprenant les 1st, 57th, et 63rd Regiments) : Colonel Charles H. Olmstead - 54th Georgia Consolidated (comprenant les 37th et 54th Infantry Regiments et 4th Sharpshooters Battalion) : Colonel Theodore D. Caswell |
| Division de Brown Major général John C. Brown                                         | Brigade de Govan Brigadier général Daniel C. Govan                             | - 1st Arkansas Consolidated (comprenant les 1st, 2nd, 5th, 6th, 7th, 8th, 13th, 15th, 19th, et 24th Arkansas Regiments, et 3rd Confederate) : Colonel E.A. Howell - 1st Texas Consolidated (comprenant les 6th, 7th, 10th, et 15th Infantry, et 17th, 18th, 24th, et 25th Cavalry (démontée) Regiments) : Lieutenant-colonel William A. Ryan |
| Division de Hoke Major général Robert F. Hoke                                         | Brigade de Clingman Brigadier général Thomas L. Clingman                       | - 8th North Carolina Infantry : Lieutenant-colonel Rufus A. Barrier - 31st North Carolina Infantry : Lieutenant-colonel Charles W. Knight - 36th–40th North Carolina Infantry : Premier lieutenant Selby Hardenburgh - 51st North Carolina Infantry : Capitaine James W. Lippitt - 61st North Carolina Infantry : Capitaine A.D. Lippitt, Colonel William L. Devane |
| Division de Hoke Major général Robert F. Hoke                                         | Brigade de Colquitt Brigadier général Alfred H. Colquitt                       | - 6th Georgia Infantry : Commandant James M. Culpepper - 19th Georgia Infantry : Commandant William Hamilton - 23rd Georgia Infantry : Colonel Marcus R. Ballenger - 27th Georgia Infantry : Colonel Charles T. Zachry - 28th Georgia Infantry : Lieutenant-colonel W.P. Crawford |
| Division de Hoke Major général Robert F. Hoke                                         | Brigade de Hagood Lieutenant-colonel James H. Rion Colonel Robert F. Graham    | - 11th South Carolina Infantry : Capitaine B.F. Wyman - 21st South Carolina Infantry : Colonel Robert F. Graham, Capitaine J.A.W. Thomas - 25th South Carolina Infantry : Capitaine E.R. Lesesne - 27th South Carolina Infantry : Capitaine Thomas Y. Simons - 7th South Carolina Battalion : Capitaine William Clyburn, Lieutenant-colonel James H. Rion |
| Division de Hoke Major général Robert F. Hoke                                         | Brigade de Kirkland Brigadier général William W. Kirkland                      | - 17th North Carolina Infantry : Capitaine Stuart L. Johnston - 42nd North Carolina Infantry : Colonel John E. Brown - 50th North Carolina Infantry : Colonel George Wortham - 66th North Carolina/10th North Carolina Battalion : Colonel John H. Nethercutt |
| Division de Hoke Major général Robert F. Hoke                                         | Brigade des réserves des jeunes de Caroline du Nord Colonel Frank S. Armistead | - 1st North Carolina Junior Reserves : Lieutenant-colonel Charles W. Broadfoot - 2nd North Carolina Junior Reserves : Colonel John H. Anderson - 3rd North Carolina Junior Reserves : Colonel John W. Hinsdale - 1st North Carolina Junior Reserves Battalion : Capitaine J.L. Eaves |
| Division de Cheatham Major général Benjamin F. Cheatham Major général William B. Bate | Brigade de Palmer Brigadier général Joseph B. Palmer                           | - 1st Tennessee Consolidated (comprenant les 1st, 6th, 8th, 9th, 16th, 27th, 28th, and 34th Regiments, and 24th Battalion) : Lieutenant-colonel Oliver A. Bradshaw - 2nd Tennessee Consolidated (comprenant les 11th, 12th, 13th, 29th, 47th, 50th, 51st, 52nd, et 154th Regiments) : Lieutenant-colonel George W. Pease - 3rd Tennessee Consolidated (comprenant les 4th, 5th, 19th, 24th, 31st, 33rd, 35th, 38th, et 41st Regiments) : Colonel James D. Tillman - 4th Tennessee Consolidated (comprenant les 2nd, 3rd, 10th, 15th, 18th, 20th, 26th, 30th, 32nd, 37th, et 45th Regiments, et 23rd Battalion) : Colonel Anderson Searcy                                                                            |
| Division de Cheatham Major général Benjamin F. Cheatham Major général William B. Bate | Brigade de Gist Colonel William G. Foster                                      | - 46th Georgia Infantry : Lieutenant-colonel Abe Miles - 65th Georgia Consolidated (comprenant les 65th Regiment, et 2nd et8th Battalions) : Lieutenant-colonel Zachariah L. Watters - 16th–24th South Carolina Consolidated : Commandant B. Burgh Smith |
| Artillerie Colonel Ambrosio J. Gonzales                                               | Bataillon d'artillerie Commandant Basil C. Manly                               | - Batterie de Bridges (Louisiane) : Capitaine William M. Bridges - Batterie d'Atkins (Caroline du Nord) : Capitaine George B. Atkins - Batterie de Walter (Caroline du Sud) : Capitaine George H. Walter - Batterie de Zimmerman (Caroline du Sud) : Capitaine William E. Zimmerman - Batterie de Paris (Virginie) : Premier lieutenant Thomas M. Tucker |
| Artillerie Colonel Ambrosio J. Gonzales                                               | Bataillon d'artillerie de réserve Lieutenant-colonel Del Kemper                | - Batterie de Guerard (Géorgie) : Capitaine John M. Guerard - Batterie de Lumpkin (Géorgie) : Capitaine Edward P. Lumpkin - Première batterie du Missouri : Capitaine A.W. Harris - Batterie de Charles (Caroline du Sud) : Capitaine William E. Charles - Batterie de DePass (Caroline du Sud) : Premier lieutenant A.A. Gilbert - Batterie de C.E. Kanapaux (Caroline du Sud) : Capitaine Charles E. Kanapaux, Premier lieutenant Thomas J. Sistrunk - Artillerie légère de Palmetto (Caroline du Sud) : Capitaine Frederick C. Schulz - Batterie de Wagener (artillerie allemande, compagnies A et C, Caroline du Sud) : Capitaine F.W. Wagener - Batterie de Huggins (Tennessee) : Capitaine Almaria L. Huggins |

### Corps de Stewart
Lieutenant général Alexander P. Stewart
| Division                                              | Brigade                                                          | Régiments et autres |
| ----------------------------------------------------- | ---------------------------------------------------------------- | --- |
| Division de Loring Major général William W. Loring    | Brigade de Featherston Brigadier général Winfield S. Featherston | - 1st Arkansas Mounted Rifles Consolidated (comprenant les 1st and 2nd Mounted Rifles (démontés), et 4th, 9th, et 25th Infantry Regiments): Colonel Henry G. Bunn - 3rd Mississippi Consolidated (comprenant les 3rd, 31st, et 40th Infantry) : Colonel James M. Stigler - 22nd Mississippi Consolidated (comprenant les 1st, 22nd, et 33rd Regiments, et 1st Battalion) : Colonel Martin A. Oatis - 37th Mississippi Battalion : Commandant Q.C. Heidelberg |
| Division de Loring Major général William W. Loring    | Brigade de Lowry Brigadier général Robert Lowry                  | - 29th Alabama Infantry : Commandant Henry B. Turner - 12th Louisiana Infantry : Lieutenant-colonel E.M. Graham - 14th Mississippi Consolidated (comprenant les 5th, 14th, et 43rd Regiments) : Colonel Robert J. Lawrence - 15th Mississippi Consolidated (comprenant les 6th, 15th, 26th, et 23rd Regiments) : Lieutenant-colonel Thomas B. Graham |
| Division de Loring Major général William W. Loring    | Brigade de Shelley Brigadier général Charles M. Shelley          | - 1st Alabama Consolidated (comprenant les 1st, 16th, 26th, 33rd, et45th (huit compagnies) Regiments): Colonel Robert H. Abercrombie - 17th Alabama : Lieutenant-colonel Edward P. Holcombe - 27th Alabama Consolidated (comprenant les 27th, 35th, 49th, 55th, et 57th Regiments) : Colonel Edward McAlexander - 45th Alabama Infantry (compagnies C et H) : Premier lieutenant G.P. Bledsoe                                                                |
| Division d'Anderson Major général Patton Anderson     | Brigade d'Elliott Lieutenant-colonel J. Welsman Brown            | - 22nd Georgia Battalion : Commandant Mark J. McMullen - 27th Georgia Battalion : Commandant Alfred L. Hartridge - 2nd South Carolina Artillery : Commandant F.F. Warley - Manigault's South Carolina Battalion : Capitaine Theodore G. Boag |
| Division d'Anderson Major général Patton Anderson     | Brigade de Rhett Colonel William Butler                          | - 1st South Carolina Infantry (Regulars) : Lieutenant-colonel Warren Adams - 1st South Carolina Artillery (Regulars) : Lieutenant-colonel Joseph A. Yates - 15th South Carolina Battalion : Capitaine Theodore B. Hayne |
| Division de Walthall Major général Edward C. Walthall | Brigade de Harrison Colonel George P. Harrison, Jr.              | - 1st Georgia Regulars : Colonel Richard A. Wayne - 5th Georgia Infantry : Colonel Charles P. Daniel - 5th Georgia Reserves : Commandant C.E. McGregor - 32nd Georgia Infantry : Lieutenant-colonel E.H. Brown, Jr. |
| Division de Walthall Major général Edward C. Walthall | Brigade de Kennedy Brigadier général John D. Kennedy             | - 2nd South Carolina Consolidated (comprenant les 2nd et 20th Regiments et détachement des réserves de Blanchard) : Colonel William Wallace - 3rd South Carolina Consolidated (comprenant les 3rd et 8th Regiments, 3rd Battalion, et détachement des réserves de Blanchard) : Colonel Eli T. Stackhouse - 7th South Carolina Consolidated (comprenant les 7th et 15th Regiments et détachement des réserves de Blanchard) : Colonel John B. Davis           |
| Division de Walthall Major général Edward C. Walthall | Bataillon d'artillerie Commandant A. Burnett Rhett               | - Batterie de Brook (Géorgie) : Capitaine John W. Brooks - Batterie de LeGardeur (Louisiane) : Capitaine Gustave LeGardeur, Jr. - Artillerie légère de Marion (Caroline du Sud) : Capitaine Edward L. Parker - Artillerie légère de Beaufort (Caroline du Sud) : Capitaine Henry M. Stuart - Artillerie légère de Chatham (Géorgie) : Capitaine John F. Wheaton                                                                                              |

### Corps de Lee
Lieutenant général Stephen D. Lee
Escorte
- Compagnie de cavalerie de Géorgie de Ragland :  Capitaine George G. Ragland

| Division                                                | Brigade                                                                      | Régiments et autres |
| ------------------------------------------------------- | ---------------------------------------------------------------------------- | --- |
| Division de Division Major général D.H. Hill            | Brigade de Sharp Brigadier général Jacob H. Sharp                            | - 24th Alabama Consolidated (comprenant les 24th, 28th, et 34th Regiments) : Colonel John C. Carter - 8th Mississippi Consolidated Battalion (comprenant les 5th, 8th, et 32nd Regiments and 3rd Battalion) : Lieutenant-colonel J.R. Moore - 9th Mississippi Consolidated (comprenant les 7th, 9th, 10th, 41st, et 44th Regiments, et 9th Sharpshooters Battalion) : Lieutenant-colonel William C. Richards - 19th South Carolina Battalion Consolidated (comprenant les 10th et 19th Regiments) : Lieutenant-colonel C. Irvine Walker                                                                            |
| Division de Division Major général D.H. Hill            | Brigade de Brantley Brigadier général William F. Brantley                    | - 22nd Alabama Consolidated (comprenant les 22nd, 25th, 39th, et 50th Regiments) : Colonel Harry T. Toulmin - 37th Alabama Consolidated (comprenant les 37th, 42nd, et 54th Regiments) : Colonel John A. Minter - 24th Mississippi Consolidated (comprenant les 24th, 27th, 29th, 30th, et 34th Regiments) : Colonel R.W. Williamson - 58th North Carolina Consolidated (comprenant les 58th et 60th Regiments) : Lieutenant-colonel Thaddeus Coleman |
| Division de Division Major général D.H. Hill            | Détachement de l'armée de Virginie du Nord Lieutenant-colonel A.C. McAlister | - Contingent de la brigade de Lane - 7th North Carolina Infantry : Commandant James S. Harris - Contingent des brigades de Cooke et de Grimes - 15th North Carolina Infantry, Compagnies B, F, et I - 27th North Carolina Infantry, Compagnies C, F, et G - 32nd North Carolina Infantry, Compagnies E et K - 43rd North Carolina Infantry, Compagnie F - 45th North Carolina Infantry, Compagnie I - 46th North Carolina Infantry, Compagnies B, D, G, et I - 48th North Carolina Infantry, Compagnies A et B - 55th North Carolina Infantry, Compagnies A et K                                                   |
| Division de Stevenson Major général Carter L. Stevenson | Brigade d'Henderson Brigadier général Robert J. Henderson                    | - 1st Confederate Consolidated Battalion (comprenant les 1st Confederate Regiment, 25th, 29th, 30th, et 66th Georgia Regiments, et 1st Georgia Sharpshooters Battalion) : Capitaine W.J. Whitsitt - 39th Georgia Consolidated (comprenant les 34th et 29th Regiments et les détachements des 52nd et 56th Regiments) : Colonel Charles H. Phinizy - 42nd Georgia Consolidated (comprenant les 36th et 42nd Regiments et les detachments des 34th et 56th Regiments) : Lieutenant-colonel L.P. Thomas - 40th Georgia Consolidated (comprenant les 40th, 41st, et 43rd Regiments) : Lieutenant-colonel S.D. Clements |
| Division de Stevenson Major général Carter L. Stevenson | Brigade de Pettus Brigadier général Edmund W. Pettus                         | - 19th Alabama : Colonel M.L. Woods - 20th Alabama Infantry : Lieutenant-colonel James K. Elliott - 23rd Alabama Infantry : Lieutenant-colonel Osceola Kyle - 27th Alabama Infantry, Company B : Premier lieutenant Robert G. Hampton - 54th Virginia Consolidated (comprenant les 54th et 63rd Virginia) : Lieutenant-colonel Connally H. Lynch |
| Division de Stevenson Major général Carter L. Stevenson | Artillerie                                                                   | - J.T. Kanapaux's Battery (South Carolina) : Capitaine J.T. Kanapaux |

### Unités non rattachées
| Division                 | Brigade                                                          | Régiments et autres |
| ------------------------ | ---------------------------------------------------------------- | --- |
| Unités navales           | Contingnet naval indépendant                                     | - Naval Regiment : Flag Officer French Forrest |
| Unités navales           | Brigade navale Rear Admiral and Brigadier général Raphael Semmes | - 1st Regiment - 2nd Regiment |
| Artillerie non rattachée | Bataillon d'artillerie Commandant Joseph Palmer                  | - Compagnie A, 14th Georgia Light Artillery Battalion : Capitaine M.W. Havis - Company D, 14th Georgia Light Artillery Battalion : Capitaine Ruel Wooten Anderson - Yates Battery (Mississippi) : Capitaine James H. Yates - Sampson Artillery (North Carolina) : Capitaine Abner A. Mosely |
| Artillerie non rattachée | Batteries indépendantes                                          | - Abell's Light Artillery (Florida) : Capitaine Henry F. Abell - Swett's Battery (Mississippi) : Premier lieutenant H. Shannon |
| Artillerie non rattachée | Artillerie Lieutenant-colonel Joseph B. Starr                    | - 1st North Carolina Artillery - Compagnie C : Premier lieutenant Alfred M. Darden - Compagnie I : Capitaine Thomas L. Southerland - 3rd North Carolina Artillery Battalion: Commandant John W. Moore - Compagnie A: Capitaine A.J. Ellis - Compagnie B: Capitaine William Badham - CompagnieC: Capitaine John M. Sutton - 13th North Carolina Artillery Battalion : - Compagnie C : Capitaine James D. Cumming - Compagnie E : Capitaine Henry Dickson - Chesterfield Artillery (South Carolina) : Capitaine James I. Kelly |

### Corps de cavalerie
Lieutenant général Wade Hampton
 Major général Matthew Butler
| Division                                                                            | Brigade                                            | Régiments et autres |
| ----------------------------------------------------------------------------------- | -------------------------------------------------- | --- |
| Division de Butler Brigadier général Evander M. Law Major général Matthew C. Butler | Brigade de Logan Brigadier général Thomas M. Logan | - 1st South Carolina Cavalry : Premier lieutenant J.A. Ratchford - 4th South Carolina Cavalry : Capitaine O. Barber - 5th South Carolina Cavalry : Capitaine George Tupper - 6th South Carolina Cavalry : Premier lieutenant J.A. Tagart - 19th South Carolina Cavalry Battalion : Premier lieutenant W.H. Pagett |
| Division de Butler Brigadier général Evander M. Law Major général Matthew C. Butler | Brigade de Young Colonel Gilbert J. Wright         | - Cobb's Legion Cavalry (Georgia) : Capitaine R. Bill Roberts - Phillips Legion Cavalry (Georgia) : Commandant Wesley W. Thomas - 10th Georgia Cavalry : Capitaine Edwin W. Moise - Jeff Davis Legion (Mississippi) : Colonel J. Fred Waring                                                                      |
| Division de Butler Brigadier général Evander M. Law Major général Matthew C. Butler | Artillerie à cheval                                | - Earle's Battery (South Carolina) : Capitaine William E. Earle - Halsey's Battery (South Carolina) : Capitaine E. Lindsley Halsey |

#### Contingent de cavalerie de Wheeler
Major général Joseph Wheeler
 Brigadier général William W. Allen
Escorte
- 1st Alabama Cavalry, compagnie G:  Premier lieutenant James M. Smith

Compagnie d'éclaireurs
- Éclaireurs spéciaux de Shannon :  Commandant A.M.Shannon
- Troupes du génie :  Premier lieutenant L.C. Anderson

| Division                                                                          | Brigade                                                               | Régiments et autres |
| --------------------------------------------------------------------------------- | --------------------------------------------------------------------- | --- |
| Division de Allen Brigadier général William W. Allen Colonel (Charles) C.C. Crews | Brigade d'Anderson Brigadier général Robert H. Anderson               | - 3rd Confederate Cavalry : Colonel P.H. Rice - 8th Confederate Cavalry : Lieutenant-colonel John S. Prather - 10th Confederate Cavalry : Capitaine W.H. Brazier - 5th Georgia Cavalry : Colonel Edward Bird                                                             |
| Division de Allen Brigadier général William W. Allen Colonel (Charles) C.C. Crews | Brigade de Crews Colonel (Charles) C.C. Crews Colonel John R. Hart    | - 1st Georgia Cavalry : Lieutenant-colonel George T. Watts - 2nd Georgia Cavalry : Lieutenant-colonel F.M. Ison - 3rd Georgia Cavalry : Lieutenant-colonel J.T. Thornton - 6th Georgia Cavalry : Colonel John R. Hart - 12th Georgia Cavalry : Capitaine James H. Graham |
| Division de Allen Brigadier général William W. Allen Colonel (Charles) C.C. Crews | Brigade de Hagan Colonel David T. Blakey                              | - 1st Alabama Cavalry : Lieutenant-colonel Augustus H. Johnson - 3rd Alabama Cavalry : Capitaine A.P. Forney - 9th Alabama Cavalry : Premier lieutenant Asl. Blansit - 12th Alabama Cavalry : Capitaine A.D. Bennett - 51st Alabama Cavalry : Colonel M.L. Kirkpatrick   |
| Division de Humes Colonel Henry M. Ashby                                          | Brigade d'Ashby Colonel James T. Wheeler                              | - 1st Tennessee Cavalry : Lieutenant-colonel James H. Lewis - 2nd Tennessee Cavalry : Lieutenant-colonel John H. Kuhn - 5th Tennessee Cavalry : Colonel George W. McKenzie - 9th Tennessee Cavalry Battalion : Commandant James H. Akin                                  |
| Division de Humes Colonel Henry M. Ashby                                          | Brigade de Harrison Colonel Baxter Smith                              | - 3rd Arkansas Cavalry : Commandant William H. Blackwell - 4th Tennessee Cavalry - 8th Texas Cavalry - 11th Texas Cavalry |
| Division de Dibrell Brigadier général George G. Dibrell                           | Brigade de Breckinridge Colonel William Campbell Preston Breckinridge | - 1st Kentucky Cavalry - 2nd Kentucky Cavalry - 9th Kentucky Cavalry |
| Division de Dibrell Brigadier général George G. Dibrell                           | Brigade de McLemore Colonel William S. McLemore                       | - 4th Tennessee Cavalry - 13th Tennessee Cavalry - Shaw's (Tennessee) Cavalry |

### Autres
| Brigades                                                                               | Régiments et batteries |
| -------------------------------------------------------------------------------------- | --- |
| Poste de Greensboro Brigadier général Alfred Iverson Brigadier général John D. Kennedy | - Détachement de la brigade de Lewis (2nde, 4th, 5th, 6th et 9th Kentucky Mounted Infantryl) : Premier lieutenant J. M. McGuire - Gardes de Buckner (2nd Kentucky Cavalry Battalion, Compagnie B et 4th Tennessee Cavalry, Compagnie C) : Premier lieutenant Isaiah Yokum - Régiment d'infanterie confédérée de Tucker : Colonel Jules G. Tucker - Invalid Corps (Caroline du Nord) : Colonel Frank Parker - Autres troupes et généraux non rattachés, y compris les Major général Lunsford L. Lomax, Brigadier général John Echols, et troupes détachée de l'armée de Virginie du Nord |
| Poste de Salisbury Brigadier général Bradley T. Johnson                                | - Freeman Bataillon (Caroline du Nord) - Gardes de la prison de Salisbury - Compagnie A : Capitaine C. D. Freeman - Compagnie B : Capitaine H. P. Allen - Compagnie C : Sgt W. J. Whitaker - 1st Regiment North Carolina Detailed Men - D'autres membres du personnel hospitalier, troupes hospitalisés, et d'autres unités |
| Poste de Charlotte Colonel William J. Hoke                                             | - Personnel de l'hôpital et troupes hospitalisées |